# Schiffermuelleria splendidula
Schiffermuelleria splendidula is een vlinder uit de familie sikkelmotten (Oecophoridae). De wetenschappelijke naam van deze soort werd voor het eerst geldig gepubliceerd in 1879 door Thomas Vernon Wollaston.
De soort komt voor in tropisch Afrika.